# NGC 1013
NGC 1013 este o galaxie lenticulară situată în constelația Balena. A fost descoperită în 29 septembrie 1886 de către Lewis A. Swift.